# Miguel Arias Cañete
Miguel Arias Cañete (ur. 24 lutego 1950 w Madrycie) – hiszpański polityk i prawnik, działacz Partii Ludowej, parlamentarzysta krajowy i europejski, dwukrotnie minister rolnictwa, członek Komisji Europejskiej.

## Życiorys
Kształcił się w Trinity College w Dublinie, w 1971 ukończył studia prawnicze na Uniwersytecie Complutense w Madrycie, praktykował w zawodach prawniczych, wykładał również na wydziale prawa w Jerez de la Frontera.
W 1982 skoncentrował się wyłącznie na działalności politycznej w ramach Sojuszu Ludowego, a następnie Partii Ludowej. W latach 1982–1986 był członkiem parlamentu Andaluzji, reprezentując prowincję Kadyks. W tym samym okresie zasiadał w hiszpańskim Senacie. W 1986 uzyskał mandat posła do Parlamentu Europejskiego, w którym zasiadał przez trzy kadencje do 1999. W drugiej połowie lat 90. był jednocześnie radnym Jerez de la Frontera. W 2000 powrócił do hiszpańskiego Senatu, w 2004 został po raz pierwszy wybrany do Kongresu Deputowanych, skutecznie następnie ubiegając się o reelekcję.
W latach 2000–2004 sprawował urząd ministra rolnictwa i rybołówstwa w rządzie, którym kierował José María Aznar. W 2011 nowo powołany premier Mariano Rajoy powierzył mu stanowisko ministra rolnictwa, żywności i środowiska. W 2014 stanął na czele listy wyborczej ludowców w wyborach europejskich, uzyskując jeden z mandatów przypadających temu ugrupowaniu.
W tym samym roku uzyskał nominację (od 1 listopada 2014) na komisarza ds. działań w dziedzinie klimatu i energii w Komisji Europejskiej, na czele której stanął Jean-Claude Juncker. Zakończył urzędowanie wraz z całą KE w 2019.